# François de Malherbe
François de Malherbe (Caen, 1555 – Párizs, 1628. október 16.) francia költő, a klasszicista költészet előkészítője. Jelentősége a francia irodalom történetében, hogy a 16–17. század fordulóján megreformálta a verselést és a költői stílust.

## Élete
Régi normandiai nemesi családból származott, apja tisztséget viselt a caeni magisztrátuson.
Jogi tanulmányokat folytatott, majd 1576-ban Henri d'Angoulême herceg (II. Henrik francia király fia, 1551–1586) szolgálatába állt. Amikor a herceget Provence kormányzójává nevezték ki, titkáraként 1577-ben vele utazott Dél-Franciaországba. Saját vallomása szerint élénk részt vett az akkori vallási harcokban. 1581-ben Aix-en-Provence-ban megnősült. Pártfogójának hirtelen halála után sokáig szülővárosában élt. Ebben az időszakban fordította Seneca leveleit és csak egy nagyobb költeményt írt (Les Larmes de Saint Pierre, 1592), melyet később megtagadott. 1595-ben visszatért Aix-en-Provence-ba. 1600-ban ódával köszöntötte és elbűvölte IV. Henrik új feleségét, Medici Mária királynét aix-en-provence-i látogatása során (À la reine, pour sa bienvenue en France), amivel jelentős befolyásra tett szert.
1605-ben Párizsban végre bemutatták IV. Henriknek, aki előtt verseit egy pártfogója már több ízben magasztalta. A királyt dicsőítő poémájával ismét tetszést aratott (Voyage du Roy allant en Limousin). IV. Henrik kegyeibe fogadta, és ettől fogva haláláig mint udvari költő Párizsban élt. IV. Henrik halála után Medici Mária, majd XIII. Lajos és Richelieu bíboros pártfogását élvezte. Ódákkal dicsőítette az udvari eseményeket és személyeket, versekkel köszöntötte a párizsi Rambouillet kastély irodalmi szalonja híres vendégeit is, ahol maga is megjelent. Viszonylag szerényen bútorozott szobában lakott Párizsban, ott fogadta tanítványait és onnan irányította a költészet és a nyelv reformját. Fiát 1627-ben párbajban ölték meg a provence-i Cadenet-ben. Malherbe 1628-ban halt meg Párizsban, jelentős szellemi örökséget és tekintélyes vagyont hagyott hátra.

## Irodalmi munkássága
Malherbe udvari költő volt, aki élete java részét magas pártfogók körében töltötte. Ünnepélyes ódáit (Au roi, sur l’heureux succès du voyage de Sedan), stanzáit (Consolation à M. du Perrier sur la mort de sa fille), szonettjeit (Sur la mort du fils de l'auteur) nagy gonddal és hosszasan javítgatta. Költeményeit előkelő, választékos forma, hibátlan verselés jellemzi. A formát többre becsülte, mint a tartalmat. Többnyire közhelyekkel zsúfolt, szónokias hangú alkalmi verseket írt, melyekben alig találhatók mélyebb érzések, egyéni élmények (kivétel a fia halálára írt szonett). 
Költészetének klasszicista irányultsága utolsó provence-i éveiben (1599–1605), elsősorban Guillaume Du Vair hatására alakult ki. Guillaume Du Vair a provence-i parlament elnöke és a neosztoicizmus képviselője volt. De l'éloquence française… című értekezéséből Malherbe sokat tanult. A költészetre vonatkozó nézeteit nem foglalta rendszerbe, azokat főként Philippe Desportes-nak (1582–1606), a Pléiade egyik költőjének műveihez írt kommentárok tartalmazzák.
Irodalmi működése visszahatás volt Ronsard „iskolájával” szemben. A Pléiade alkotói a költészet változatosságára és megújítására, a nyelv gazdagítására törekedtek, de gyakran túlzásokba estek. Malherbe a francia verselés megreformálását tűzte ki célul. A versben a rendet, a világos kifejtést, a pontos és közérthető nyelvhasználatot követelte meg. Elítélte a latin és görög szavak átvételét, a neologizmusokat, a merész jelzők használatát, az egyéni fantázia túlzásit. Pontos verstani szabályok egész sorát dolgozta ki és elvetette például a hiátus és az enjambement alkalmazását.
Hatása a francia költészet alakulására jelentős és tartós volt. Nicolas Boileau elődjének tekintik a francia irodalom klasszicista korszakának megteremtésében. Viszonylag kevés verset írt, ezek összegyűjtve csak halála után, 1638-ban jelentek meg. Számos tanítványa közül leghíresebb François Maynard és Honorat de Bueil de Racan.
„E nagyon is alkalmi versek héja alatt tüze[te]sen parázslik a kiábrándult, nyugtalan, kétkedő lélek. A mi szemünkben ez a kettősség ad ritka értéket a malherbe-i költészetnek: minél nagyobb a nyomás, annál erősebb a feszültség, s a szabadulásra törő szellem a művészetben próbál menedéket lelni.” – írta róla Dobossy László, alig néhány évvel az 1956-os forradalom leverése után.